# Ectoedemia luisae
Ectoedemia luisae là một loài bướm đêm thuộc họ Nepticulidae. Loài này có ở Thổ Nhĩ Kỳ.
Ấu trùng ăn Hypericum calycinum. Chúng ăn lá nơi chúng làm tổ. 